# Kalbreyeriella
Kalbreyeriella là chi thực vật có hoa trong họ Acanthaceae.